# Нестле, Анри
Анри́ (Генри́х) Нестле́ (фр. Henri Nestlé, нем. Heinrich Nestle); 10 августа 1814, Свободный город Франкфурт, Германский союз — 7 июля 1890, Глион, кантон Во, Швейцария) — немецко-швейцарский фармацевт, предприниматель, основатель компании «Nestle».

## Биография
Одиннадцатый ребёнок из четырнадцати в семье франкфуртского стекольщика Иоганна Ульриха Матиаса Нестле и Анны-Марии Катарины Эйман. Его звали Хайнрих, но, выучившись на фармацевта и переехав в Швейцарию, он сменил имя на Анри. Сложно точно сказать, когда и почему он покинул родину. Источники обычно приводят финансовые мотивы и указывают на участие Нестле в либеральных движениях, в том числе его выступления против ограничений в печати.
Получил образование фармацевта, после чего работал в аптеке в небольшом швейцарском городке Веве. Для лучшей адаптации в общество переиначил имя на французский манер — вместо Генриха Нестля стал называться Анри Нестле. В 1843 году, одолжив немного денег у богатой тетушки, купил производство по переработке рапса. Занимался производством масла для ламп, ликеров, рома, абсента, уксуса и горчицы.
23 мая 1860 года Анри женился на Клементин Эман. Возможно, именно благодаря ей Анри взялся за исследования и эксперименты в области детского питания. Он смешивал коровье молоко, пшеничную муку и сахар. В 1867 году он изобрел смесь для грудных детей под названием «Молочная мука Анри Нестле» (фр. Farine Lactée Henri Nestlé), которая продавалась в Европе с большим успехом. Ребёнок одной из работниц завода Нестле смог выжить благодаря этой смеси, поскольку ни материнское, ни коровье, ни козье молоко ему не подходили. В 1868 году Нестле выбрал для своей продукции оригинальный логотип в виде гнезда с птицами, что будто бы было его семейным гербом.
В 1875 году Анри Нестле продал свою компанию партнёрам по бизнесу и поселился в деревне Глион под Монтрё. Умер от инфаркта миокарда 7 июля 1890 года и был похоронен в Монтрё.